# Imi Knoebel
Imi Knoebel, de son vrai nom Klaus Wolf Knoebel, né le 31 décembre 1940 à Dessau[réf. nécessaire], est un artiste contemporain allemand. Il est principalement connu pour ses peintures et ses sculptures minimalistes.

## Biographie
De 1964 à 1971, il étudie avec Joseph Beuys à l'Académie des beaux-arts de Düsseldorf en compagnie de Blinky Palermo (avec lequel il partage un atelier), Jörg Immendorff et Katharina Sieverding.
Avec Giese et Blinky Palermo (pseudonyme pour Peter Heisterkamp) Knoebel formait un courant d'art minimal parmi les élèves de Beuys - contrairement aux autres élèves de Beuys à la même époque comme Joerg Immendorf, qui se sont tournés vers l'art d'agit-prop. Au début des années 1970 Knoebel faisait partie des habitués du Ratinger Hof, lieu très en vue de la scène de l'époque et situé dans la vieille ville de Düsseldorf, géré par Carmen Knoebel avec Ingrid Kohlhoefer (la femme de Christof Kohlhoefer).
D'abord Knoebel créa les Linienbilder en noir et blanc (1966-68). Sous l'influence de Kasimir Malevitch et de son carré noir naissent des sculptures aux surfaces plates, faites de panneaux juxtaposés (ex. Sandwich I et Sandwich II, Pinakothek der Moderne, Munich), ou de lattes et de panneaux d'aluminium très colorés qui par leur alignement évoquent les dessins de Piet Mondrian (par exemple INNINN, Pinakothek der Moderne, Munich). Aujourd'hui Imi Knoebel vit et travaille à Düsseldorf.
En mai 2006, Imi Knoebel est devenu docteur honoris causa de l'université Friedrich-Schiller d'Iéna. C'est Frank Stella de New York qui prononça le panégyrique à son adresse.
En 2008 on commanda à Knoebel la réalisation des six nouveaux vitraux de la cathédrale de Reims. Ils ont été  installés pour la célébration des 800 ans de la cathédrale, en 2011.
Les fenêtres se trouvent dans les deux ailes à gauche et à droite du vitrail de Chagall.

## Engagement politique et social
En 1982 Imi Knoebel commença à s'engager pour Solidarność contre la loi martiale en Pologne, ainsi que Georg Baselitz, Joseph Beuys, Walter Dahn, Jörg Immendorff, Rune Mields, Gerhard Richter,  Katharina Sieverding, Thomas Schütte, Günther Uecker et Franz Erhard Walther. Des œuvres présentées auparavant au Kunstmuseum de Düsseldorf furent mises aux enchères le 13 novembre 1982 au bénéfice de Solidarność. 
Puis en 1988 Imi Knoebel créa le Kinderstern (étoile des enfants), une œuvre d'art qui, aujourd'hui, encore, lutte pour les droits des enfants, en finançant des projets pour leur défense.  Johannes Stuettgen définit l'intention du Kinderstern comme telle : « l'art réel ne peut se concevoir comme un enjolivement ou une mystification des injustices sociales, bien que les enfants en soient les premières victimes. Le Kinderstern ne se veut pas non plus une idée caritative parmi tant d'autres, laquelle ne se contenterait que de masquer la misère établie par les systèmes régnants. »

## Œuvres
Les œuvres de Knoebel sont conservées dans de nombreux musées, parmi lesquels la Dia:Beacon à Beacon aux États-Unis, le Fonds régional d'art contemporain (FRAC) en France, le Kunstmuseum St. Gallen en Suisse, le Kunstsammlung Nordrhein-Westfalen en Allemagne et le Malmö Konsthall en Suède.
En 2011, il réalise de nouveaux vitraux dans la cathédrale de Reims pour l'année de son 800e anniversaire.

## Expositions
- 1968 : Imi & Imi, Galerie Charlottenborg, Copenhague (1. Einzelausstellung)
- 1968 : Imi Art etc., Galerie René Block, Berlin
- 1972 : documenta 5, Cassel in der Abteilung Individuelle Mythologien: Video
- 1972 : W Knoebel - Bilder und Zeichnungen - Kunsthalle Düsseldorf
- 1977 : documenta 6, Cassel
- 1980 : Art in Europe after '68, musée municipal d'art actuel, Gand
- 1982 : documenta 7, Cassel
- 1982 : 	Gegen das Kriegsrecht in Polen – für Solidarność - Kunstmuseum, Düsseldorf
- 1983 : Imi Knoebel - Kunstmuseum Bonn
- 1984 : Eigentum Himmelreich, Le Consortium, Dijon[6]
- 1984 : Von hier aus – Zwei Monate neue deutsche Kunst in Düsseldorf
- 1984 : Imi Knoebel - Städtisches Museum Abteiberg, Mönchengladbach
- 1984 : What It Is - Tony Shafrazi Gallery, New York, NY
- 1985 : 18° Bienal de Sao Paulo - Bienal de Sao Paulo, Brésil
- 1985 : 1954-1985 - Kunst in der Bundesrepublik Deutschland - Neue Nationalgalerie, Berlin
- 1987 : documenta 8, Cassel
- 1987 : Homage to Beuys - Fruitmarket Gallery (en), Édimbourg, Écosse
- 1988 : Imi Knoebel - Suermondt-Ludwig-Museum, Aix-la-Chapelle
- 1988 : Metropolis - Martin-Gropius-Bau, Berlin
- 1988 : Broken Music - Musée d´art contemporain de Montréal, QC, Canada
- 1992 : Imi Knoebel. Menningebilder 1976–1992, Deichtorhallen Hambourg
- 1996 : Imi Knoebel, Works 1968-1996 - Stedelijk Museum Amsterdam, Amsterdam:
- 1996 : Imi Knoebel - Retrospektive 1968 - 1996 - IVAM - Institut Valencià d'Art Modern, Valence
- 1996 : Imi Giese, Jörg Immendorff, Imi Knoebel, Palermo, Katharina Sieverding - Kunstverein Braunschweig
- 2002 : Imi Knoebel - Kunstverein Braunschweig
- 2003 : Imi Knoebel: pure Freude, Akira Ikeda Gallery, Berlin
- 2004 : Imi Knoebel - Kunsthalle de Hambourg
- 2005 : Blinky Palermo - Imi Knoebel - KunstHaus Potsdam e.V., Potsdam
- 2006 : abstrakt/abstract - Museum Moderner Kunst Kärnten, Klagenfurt
- 2007 : Imi Knoebel - Werke 1966-2006 - Wilhelm Hack Museum, Ludwigshafen
- 2007 : Project, Transform, Erase: Anthony McCall and Imi Knoebel - musée d'art moderne de San Francisco, San Francisco, CA
- 2009 : ICH NICHT und ENDUROS, Deutsche Guggenheim, Berlin
- 2009 : ZU HILFE, ZU HILFE…, Neue Nationalgalerie, Berlin
- 2009 : Imi Knoebel. Werke aus der Sammlung Siegfried und Jutta Weishaupt, Kunsthalle Weishaupt, Ulm
- 2009 : Joseph Beuys and His Students - Works From The Deutsche Bank Collection - SSM - Sakip Sabanci  Müzesi, Istanbul
- 2010 : Imi Knoebel Mary Boone Gallery -  New York, NY
- 2010: Imi Knoebel - Der Deutsche - Giacomo Guidi Arte Contemporanea, Rome
- 2010: Just love me" - MUDAM - Musée d'art moderne grand-duc Jean, Luxembourg
- 2011 : IMI KNOEBEL - Werke aus der Sammlung Schaufler, Schauwerk Sindelfingen
- 2011 : Imi Knoebel - Museum der bildenden Künste, Leipzig
- 2012 : Hirschfaktor - Die Kunst des Zitierens -  Centre d'art et de technologie des médias de Karlsruhe, Karlsruhe
- 2012 : Der dritte Raum. Trzeci Pokój. The Third Room - Kunsthalle Düsseldorf
- 2013 : IMI KNOEBEL - Vitraux pour la cathédrale de Reims - Kunstsammlungen Chemnitz

## Distinctions
- Prix Aurélie-Nemours, 2001